# Sericochroa distinguenda
Sericochroa distinguenda är en fjärilsart som beskrevs av Rothschild 1917. Sericochroa distinguenda ingår i släktet Sericochroa och familjen tandspinnare. Inga underarter finns listade i Catalogue of Life.